# Trapped – Gefangen in Island
Trapped – Gefangen in Island (Originaltitel Ófærð, isl. für unbefahrbar) ist eine isländisch-deutsche Krimi-Fernsehserie, die 2015 begonnen hat. Sie besteht aus drei Staffeln. In der vom ZDF veröffentlichten deutschen Fassung heißt die Serie in der zweiten Staffel Trapped II – Gefangen in Island, in der dritten Staffel Trapped III – Gefangen in Island. Die Serie spielt hauptsächlich in einer isländischen Kleinstadt und handelt von der Aufklärung von Gewaltverbrechen durch ein Polizistenteam, das von Andri Ólafsson geführt wird.
Die dritte Staffel erschien bei Netflix unter dem internationalen Titel Entrapped bzw. dem deutschen Titel Entrapped – Mord in Island.

## Handlung
Im Zentrum der Handlung stehen die Ermittlungen eines Teams aus Polizisten, das in der ersten Staffel von Kommissar Andri Ólafsson geleitet wird und zu dem auch Hinrika Kristjánsdóttir und Ásgeir Þórarinsson gehören. Hauptschauplatz ist in der ersten Staffel die Kleinstadt Seyðisfjörður, die am gleichnamigen Fjord an der Ostküste Islands liegt. Ausgangspunkt der 2015 spielenden ersten Staffel ist ein männlicher Torso, der zufällig im Fjord gefunden wird. Bei den Ermittlungen wird die Fähre Norröna der Smyril Line festgesetzt, da diese für den Tatort gehalten wird. Die weiteren Recherchen ergeben ein Netzwerk von korrupten Kommunalpolitikern, zu denen der später ermordete Bürgermeister, der vormalige Polizeichef, gehört. Er war in den Brand des örtlichen Kühlhauses verwickelt, der nicht nur ein großangelegter Versicherungsbetrug war, sondern auch den Feuertod einer jungen Frau bewirkte. Im Laufe der Polizeirecherchen wird der Mädchenhandel mit afrikanischen Migrantinnen aufgedeckt, dessen Gewinne mit dem Bau eines chinesischen Containerhafens gewaschen werden sollen. Die Aufklärung der verschiedenen, miteinander verknüpften Verbrechen gelingt nur gegen die Strategie der Polizeiführung aus Reykjavík, schnell einen Außenseiter als Einzeltäter zu präsentieren, statt die offensichtlich werdende Verwicklung gutbürgerlicher Honoratioren einzugestehen.
Die zweite Staffel spielt im fiktiven „Miklabergi im Norden Islands“. Das Attentat auf eine Politikerin in Reykjavík führt in eine Kleinstadt im Norden. Die Spur führt Ólafsson, der inzwischen nach Reykjavík gezogen war, in den Küstenort. Er ermittelt wieder zusammen mit Hinrika Kristjánsdóttir – mittlerweile die lokale Polizeichefin – und Ásgeir Þórarinsson. Die nationalistische Gruppierung „Thors Hammer“ scheint in das Attentat verwickelt zu sein. Kurz darauf wird die Bürgermeisterin entführt, die einen Deal mit einem amerikanischen Unternehmen unterzeichnen will, das das örtliche Aluminiumwerk durch ein geothermisches Kraftwerk erweitern möchte. Die Ereignisse spitzen sich zu, als weitere Morde geschehen und alte düstere Familiengeschichten ans Licht kommen.
In der dritten Staffel geht es um die Ermittlungen in einem Mord, der sich auf dem Gelände einer Sekte im Norden Islands ereignet hat.

## Entstehungsgeschichte

### Idee und Projektierung
Sigurjón Kjartansson, Entwicklungsleiter, Produzent und Showrunner bei dem isländischen Produktionsstudio RVK Studios, verfolgte gemeinsam mit dem Produzenten Magnus Vidar Sigurdsson die Absicht, eine Fernseh-Dramaserie für den internationalen Markt zu erschaffen. RVK Studios, von Baltasar Kormákur geleitet, entwickelte die Serie mit Hilfe ausländischer Drehbuchautoren und ging dazu auch eine Partnerschaft mit der transatlantischen Produktions- und Vertriebsfirma Dynamic Television ein. Der Deutsche Klaus Zimmermann, als Executive Producer bei Dynamic Television tätig, wirkte dabei mit, den Briten Clive Bradley als Drehbuchautor zu engagieren. Mit Fertigstellung des von Bradley verfassten Drehbuchs für die Pilotepisode begann auch das ZDF, an dem Projekt mitzuwirken. Als Drehbuchautoren für die erste Staffel fungierten Zimmermann, Bradley, Kjartansson und die Französin Sonia Moyersoen, deren Verbindungen zum Sender France 2 mit dazu führten, dass dieser die Serie ausstrahlte.
Als internationale Koproduktion wurde die Serie von den RVK Studios, dem isländischen Sender RÚV und dem ZDF koproduziert. Zumindest bei den ersten beiden Staffeln waren auch öffentlich-rechtliche Rundfunkanstalten anderer europäischer Länder beteiligt, darunter France Télévisions, Danmarks Radio, Sveriges Television und Norsk rikskringkasting. Die dritte Staffel wurde durch den Streaming-Anbieter Netflix mitproduziert.

### Drehorte
Die meisten Aufnahmen für die erste Staffel entstanden in der Stadt Siglufjörður, die näher an Reykjavik liegt als der Handlungsort Seyðisfjörður und dadurch geringere Kosten verursacht. Auch die folgenden beiden Staffeln wurden in Siglufjörður gedreht.

## Besetzung und deutsche Synchronfassung
Die deutsche Synchronfassung entstand bei der Berliner Synchron bzw. der Iyuno Germany. Dialogbuch und -regie verantwortete bei der ersten Staffel Jürgen Neu. Das Dialogbuch der zweiten Staffel entstand unter der Leitung von Tino Kießling, das der dritten Staffel durch Matthias Lange und Eva Maria Peters. Dialogregie führte bei der zweiten Staffel Heike Schroetter, bei der dritten Staffel Klaus Bauschulte.
Die folgende Tabelle bietet einen Überblick über die wichtigsten, in mehreren Staffeln auftretenden Darsteller und Rollen.
|                               |                         | Staffel | Staffel | Staffel |                     |
| Schauspieler                  | Rollenname              | 1       | 2       | 3       | Synchronsprecher    |
| ----------------------------- | ----------------------- | ------- | ------- | ------- | ------------------- |
| Ólafur Darri Ólafsson         | Andri Ólafsson          | ●       | ●       | ●       | Matti Klemm         |
| Ingvar Eggert Sigurðsson      | Ásgeir Þórarinsson      | ●       | ●       |         | Frank Röth          |
| Þorsteinn Gunnarsson          | Eiríkur Davidsson       | ●       |         | ●       | Uli Krohm           |
| Ilmur Kristjánsdóttir         | Hinrika Kristjánsdóttir | ●       | ●       | ●       | Anne Helm           |
| Baltasar Breki Samper         | Hjörtur Stefánsson      | ●       | ●       |         | Henning Nöhren      |
| Nína Dögg Filippusdóttir      | Agnes                   | ●       | ●       |         | Victoria Sturm      |
| Gudjón Pedersen               | Bárður                  | ●       | ●       | ●       | Frank Kirschgens    |
| Katla Margrét Thorgeirsdóttir | Laufey                  | ●       | ●       |         | Sabine Jaeger       |
| Elva María Birgisdóttir       | Þórhildur               | ●       | ●       |         | Sophie Lechtenbrink |
| Björn Hlynur Haraldsson       | Trausti Einarsson       | ●       | ●       | ●       | Dennis Schmidt-Foß  |

## Veröffentlichung
Der isländische öffentlich-rechtliche Fernsehsender RÚV begann mit der Erstausstrahlung der ersten Staffel am 27. Dezember 2015 und sendete die übrigen Folgen der Staffel wöchentlich bis Februar 2016. Dabei erreichte die Staffel Rekord-Einschaltquoten und hatte über 90 % Marktanteil. Die zweite Staffel folgte im ähnlichen Rhythmus von Dezember 2018 bis Februar 2019. Die 8-teilige dritte Staffel strahlte RÚV vom 17. Oktober bis 5. Dezember 2021 erstmals aus.
Der deutsche Sender ZDF strahlte die erste Staffel deutsch synchronisiert vom 19. Februar bis 19. März 2017 erstmals aus, die zweite Staffel vom 20. Oktober bis 17. November 2019. Das ZDF sendete die Staffeln dabei aber in einer anderen Schnittfassung als die isländische Originalfassung. Aus ursprünglich zehn, 45 bis 50 Minuten langen Episoden wurden so fünf etwa 90-minütige Fernsehfilme pro Staffel. Vor der Fernseh-Erstausstrahlung stellte das ZDF die Filme schon zum Abruf per Video-on-Demand in der ZDFmediathek zur Verfügung, im Falle der ersten Staffel ab dem 17. Februar 2017.
In Deutschland war zumindest die erste Staffel 2018 auch beim Pay-TV-Sender Sky Atlantic zu sehen, hier allerdings in der 10-teiligen Fassung. In dieser Fassung und auf Deutsch stellte auch Amazon Prime Video beide Staffeln zum Abruf bereit. Überdies erschien die erste Staffel auf Deutsch bereits am 20. März 2017 auf DVD und Blu-ray.
Bei der Ausstrahlung der ersten Staffel auf BBC Four im Vereinigten Königreich wurden über 1,2 Millionen Zuschauer gemessen, und bei der Ausstrahlung auf France 2 in Frankreich über 5,7 Millionen Zuschauer.

## Episodenliste

### Staffel 1
| RÚV-Fassung | RÚV-Fassung   | ZDF-Fassung | ZDF-Fassung   |                      |                                                                            |
| Ep.         | Erstausstr.   | Ep.         | Erstausstr.   | Regisseur            | Drehbuchautoren                                                            |
| ----------- | ------------- | ----------- | ------------- | -------------------- | -------------------------------------------------------------------------- |
| 1           | 27. Dez. 2015 | 1           | 19. Feb. 2017 | Baltasar Kormákur    | Sigurjón Kjartansson, Clive Bradley                                        |
| 2           | 3. Jan. 2016  | 1           | 19. Feb. 2017 | Baldvin Zophoníasson | Sigurjón Kjartansson, Clive Bradley, Jóhann Ævar Grímsson                  |
| 3           | 10. Jan. 2016 | 2           | 26. Feb. 2017 | Baldvin Zophoníasson | Sigurjón Kjartansson, Clive Bradley, Ólafur Egilsson                       |
| 4           | 17. Jan. 2016 | 2           | 26. Feb. 2017 | Baldvin Zophoníasson | Sigurjón Kjartansson, Clive Bradley, Ólafur Egilsson, Jóhann Ævar Grímsson |
| 5           | 24. Jan. 2016 | 3           | 5. März 2017  | Óskar Thór Axelsson  | Sigurjón Kjartansson, Clive Bradley, Ólafur Egilsson                       |
| 6           | 31. Jan. 2016 | 3           | 5. März 2017  | Börkur Sigþórsson    | Sigurjón Kjartansson, Clive Bradley, Jóhann Ævar Grímsson                  |
| 7           | 7. Feb. 2016  | 4           | 12. März 2017 | Óskar Thór Axelsson  | Sigurjón Kjartansson, Clive Bradley, Ólafur Egilsson, Jóhann Ævar Grímsson |
| 8           | 14. Feb. 2016 | 4           | 12. März 2017 | Óskar Thór Axelsson  | Sigurjón Kjartansson, Clive Bradley, Ólafur Egilsson, Jóhann Ævar Grímsson |
| 9           | 21. Feb. 2016 | 5           | 19. März 2017 | Börkur Sigþórsson    | Sigurjón Kjartansson, Clive Bradley                                        |
| 10          | 21. Feb. 2016 | 5           | 19. März 2017 | Baltasar Kormákur    | Sigurjón Kjartansson, Clive Bradley                                        |

### Staffel 2
|            | RÚV-Fassung | RÚV-Fassung   | ZDF-Fassung | ZDF-Fassung   |                     |                                                            |
| Ep. (ges.) | Ep. (St.)   | Erstausstr.   | Ep. (St.)   | Erstausstr.   | Regisseur           | Drehbuchautor(en)                                          |
| ---------- | ----------- | ------------- | ----------- | ------------- | ------------------- | ---------------------------------------------------------- |
| 11         | 1           | 26. Dez. 2018 | 1           | 20. Okt. 2019 | Baltasar Kormákur   | Clive Bradley, Sigurjón Kjartansson                        |
| 12         | 2           | 30. Dez. 2018 | 1           | 20. Okt. 2019 | Börkur Sigþórsson   | Clive Bradley                                              |
| 13         | 3           | 6. Jan. 2019  | 2           | 27. Okt. 2019 | Börkur Sigþórsson   | Margrét Örnólfsdóttir, Sigurjón Kjartansson, Clive Bradley |
| 14         | 4           | 13. Jan. 2019 | 2           | 27. Okt. 2019 | Ugla Hauksdóttir    | Sigurjón Kjartansson, Clive Bradley                        |
| 15         | 5           | 20. Jan. 2019 | 3           | 3. Nov. 2019  | Börkur Sigþórsson   | Clive Bradley                                              |
| 16         | 6           | 27. Jan. 2019 | 3           | 3. Nov. 2019  | Börkur Sigþórsson   | Sigurjón Kjartansson, Clive Bradley                        |
| 17         | 7           | 3. Feb. 2019  | 4           | 10. Nov. 2019 | Ugla Hauksdóttir    | Holly Phillips, Sigurjón Kjartansson, Clive Bradley        |
| 18         | 8           | 10. Feb. 2019 | 4           | 10. Nov. 2019 | Óskar Thór Axelsson | Sigurjón Kjartansson, Clive Bradley                        |
| 19         | 9           | 17. Feb. 2019 | 5           | 17. Nov. 2019 | Óskar Thór Axelsson | Clive Bradley                                              |
| 20         | 10          | 24. Feb. 2019 | 5           | 17. Nov. 2019 | Baltasar Kormákur   | Sigurjón Kjartansson, Clive Bradley                        |

### Staffel 3
Die dritte Staffel besteht in der isländischen Originalfassung aus acht Episoden und wurde vom öffentlich-rechtlichen Fernsehen Islands, Ríkisútvarpið (RÚV), vom 17. Oktober bis 5. Dezember 2021 erstausgestrahlt.
Die Staffel erschien am 8. September 2022, auch auf Deutsch, bei Netflix, allerdings in einer anderen Schnittfassung, welche aus sechs etwa 45-minütigen Episoden besteht. Die Staffel erschien auf Deutsch außerdem in Form von drei ca. 90-minütigen Fernsehfilmen am 24. Februar 2023 in der ZDF-Mediathek und wurde in dieser Form im März 2023 zudem im ZDF ausgestrahlt.

#### Isländische Originalfassung
|            | RÚV-Fassung | RÚV-Fassung   |                        |                                                        |
| Ep. (ges.) | Ep. (St.)   | Erstausstr.   | Regisseur              | Drehbuchautor(en)                                      |
| ---------- | ----------- | ------------- | ---------------------- | ------------------------------------------------------ |
| 21         | 1           | 17. Okt. 2021 | Baltasar Kormákur      | Clive Bradley, Sigurjón Kjartansson, Baltasar Kormákur |
| 22         | 2           | 24. Okt. 2021 | Börkur Sigþórsson      | Clive Bradley, Sigurjón Kjartansson, Baltasar Kormákur |
| 23         | 3           | 31. Okt. 2021 | Börkur Sigþórsson      | Clive Bradley, Sigurjón Kjartansson, Gagga Jonsdottir  |
| 24         | 4           | 7. Nov. 2021  | Börkur Sigþórsson      | Clive Bradley, Sigurjón Kjartansson, Gagga Jonsdottir  |
| 25         | 5           | 14. Nov. 2021 | Katrín Björgvinsdóttir | Clive Bradley, Sigurjón Kjartansson, Gagga Jonsdottir  |
| 26         | 6           | 21. Nov. 2021 | Katrín Björgvinsdóttir | Clive Bradley, Sigurjón Kjartansson, Gagga Jonsdottir  |
| 27         | 7           | 28. Nov. 2021 | Katrín Björgvinsdóttir | Clive Bradley, Sigurjón Kjartansson, Gagga Jonsdottir  |
| 28         | 8           | 5. Dez. 2021  | Baltasar Kormákur      | Clive Bradley, Sigurjón Kjartansson, Gagga Jonsdottir  |

#### ZDF-Fassung
| Ep. (St.) | ZDFmediathek  | ZDF           |
| 1         | 24. Feb. 2023 | 5. März 2023  |
| 2         | 24. Feb. 2023 | 12. März 2023 |
| 3         | 24. Feb. 2023 | 19. März 2023 |

## Rezeption

### Kritik
Deutsche Medien äußerten sich über die erste Staffel überwiegend zufrieden. Spiegel online etwa betonte ein „exzellent geschriebenes Drehbuch“. Die Berliner Morgenpost befand Trapped als eine überzeugende Serie, ihr Regisseur Kormákur habe das richtige Gespür „für den kleinen Moment, der das Leben eines Menschen innerlich erschüttern kann“. Die Stuttgarter Zeitung beurteilte die Serie insgesamt als „sehenswert“, kritisierte aber die deutsche Synchronisation einiger Darsteller als „Frechheit“ und beanstandete die Beleuchtung, denn es sei offenbar missachtet worden, dass es auf Island zur Handlungszeit Anfang Februar halbtags völlig dunkel sei. Zeit online hob hervor, dass sich die Serie sowohl wegen ihres „politischen Plots“ als auch wegen ihrer Ästhetik, in der das Verhältnis zwischen Natur und Mensch vorherrscht, von anderen Nordic-Noir-Krimis abhebe.
Die Filmkritikerin Barbara Schweizerhof hob 2020 in der epd Film den Ernst der Serie als ihr bestes Kapital hervor. Sie müsse den Zuschauer nicht erst zum Lachen verführen, um ihn auf die Seite der Figuren zu ziehen. Den Drehbuchautoren gelinge es überdies in den beiden bisherigen Staffeln, die Verflechtungen der Verbrechen auch mit Andris Familie natürlich erscheinen zu lassen.

### Auszeichnungen
Die Serie wurde bei folgenden europäischen Film- und Fernsehpreisen vorgeschlagen und prämiert:
- Edda
  - 2016: fünf Nominierungen, davon vier Prämierungen, darunter als Fernseh-Drama/-Comedy des Jahres
  - 2017: Prämierung als Fernsehprogramm des Jahres
  - 2020: sechs Nominierungen, davon zwei Prämierungen
- Prix Europa, 2016: Prämierung für die beste Episode einer fiktionalen Fernsehserie
- Writers’ Guild of Great Britain Award: 2016 und 2017 je eine Prämierung für die beste fiktionale Fernsehserie (Clive Bradley)
- Camerimage, 2015: Nominierung als bester Pilotfilm
- World Soundtrack Award, 2019, Prämierung als Bester Fernsehkomponist (Hildur Guðnadóttir)